# Johann Gottfried Verdier
Johann Gottfried Verdier (* 6. März 1736 in Erlangen; † 5. Mai 1798 in Breitenbach am Herzberg) war ein deutscher Rat und Amtmann.

## Familie
Verdier war der Sohn des Markgräflich-Brandenburgischen Landschaftsrats Mathieu Verdier (1706–1769) in Erlangen und dessen Ehefrau Sophie geborene Götz. Er war evangelisch und heiratete am 20. Juni 1762 in Frauenaurach, Sophie Henriette Amalie Seiffart (Seyffarth) (* 17. Oktober 1746 in Alsfeld; † 11. Februar 1817 in Darmstadt), die Tochter des Hessischen Rats in Alsfeld, Johann Ludwig Seiffart und der Helene Catharina geborene Bender. Die gemeinsame Tochter Sophie Susanne Wilhelmine (1767–1842) heiratete den Regierungsadvocaten Ferdinand Philipp Volhard (1771–1806). Der Sohn Georg Karl August Verdier (1779–1865) wurde Großherzoglich-Hessischer Geheimer Rat.

## Leben
Verdier studierte Rechtswissenschaften und wurde Markgräflich-Brandenburgischer Justizrat in Erlangen. Später wirkte er als Fürstlich-Hessischer Amtmann in Wetzlar und wurde danach Amtmann im Amt Allendorf. 1780 wurde er als fürstlich Hessischer Hofrat pensioniert. Anschließend wurde er Gesamtamtmann der von Dörnbergischen Güter mit Sitz im Gericht Breitenbach.